# Conquista russa dell'Asia centrale
La conquista russa dell'Asia centrale ebbe luogo tra il secondo decennio del XVIII secolo e la fine del XIX secolo.
Nel XVIII secolo l'impero russo acquisì un crescente controllo sulla steppa kazaka. Nel 1839 fallì nel tentativo di conquistare il khanato di Khiva, a sud del lago d'Aral. Nel 1847-1853 i russi costruirono una linea di forti dalla sponda settentrionale del lago d'Aral verso est, risalendo il fiume Syr Darya. Nel 1847-1864 attraversarono la steppa kazaka orientale e costruirono una linea di forti lungo il confine settentrionale del Kirghizistan. Nel 1864-1868 avanzarono dal Kirghizistan verso sud, presero Taškent e Samarcanda e imposero il protettorato sui khanati di Kokand e Bukhara. A questo punto i russi controllavano un territorio di forma triangolale, il cui punto meridionale si trovava 1600 km a sud della Siberia e 1920 km a sud-est delle loro basi di rifornimento sul fiume Volga. Il passo successivo fu quello di occupare l'area compresa tra le zone già controllate e il mar Caspio. Nel 1873 i russi conquistarono il khanato di Khiva, nel 1881 il Turkmenistan occidentale e nel 1884 l'oasi di Merv e il Turkmenistan orientale. Nel 1885 l'ulteriore espansione russa verso sud, in direzione dell'Afghanistan, fu bloccata dai britannici. Nel 1893-1895 i russi occuparono le montagne del Pamir.
Il territorio conquistato, che prese il nome di Turkestan russo e poi di Asia centrale sovietica, è oggi diviso tra il Kazakistan a nord, l'Uzbekistan al centro, il Kirghizistan a est, il Tagikistan a sud-est e il Turkmenistan a sud-ovest. L'area fu chiamata Turkestan perché la maggior parte dei suoi abitanti parla lingue turche, ad eccezione del Tagikistan, dove si parla una lingua iranica.

## Geografia
L'area era delimitata a ovest dal mar Caspio, a nord dalle foreste siberiane e a est dalle montagne lungo quello che divenne in seguito il confine sino-sovietico. Il confine meridionale era politico e non naturale. Utilizzando i confini moderni, la sua superficie era di 4003400 km². L'area si estendeva per circa 2100 km da nord a sud e misurava 2400 km lungo il lato settentrionale e 1400 km lungo quello meridionale. La parte sud-occidentale dell'area è pianeggiante e costituita da deserti e steppe che si estendono per circa 1100 km, mentre quella sud-orientale è montuosa. Sul lato orientale dell'area, due catene montuose, con andamento est-ovest, si protendono nel deserto: tra le due catene si trova la popolosa valle di Fergana. A nord il limite tra montagne e steppe si estende lungo il confine settentrionale dell'attuale Kirghizistan per circa 640 km prima che le montagne prendano un andamento verso nord.
Le precipitazioni diminuiscono da nord verso sud. I corsi d'acqua che scendono dalle montagne orientali sostengono una popolazione abbastanza densa, soprattutto nella valle di Fergana. Lungo il confine con l'attuale Iran si trova una linea di oasi. La zona centrale dell'area è irrigata da tre grandi fiumi, l'Amu Darya, il Syr Darya e lo Zeravshan. L'Amu Darya (Oxus) nasce sul confine afghano, scorre verso nord-ovest e sfocia nel lago d'Aral, formando l'ampio delta controllato dal khanato di Khiva e corrispondente alla regione storica della Corasmia. Il Syr Darya (Jaxartes) nasce nella valle di Fergana e scorre prima verso nord-ovest e poi verso ovest, per sfociare infine nella parte nord-orientale del lago d'Aral. Tra l'Amu Darya e il Syr Darya scorre lo Zeravshan, che si prosciuga prima di confluire nell'Amu Darya. Sul corso dello Zeravshan si trovano la grande città di Bukhara e l'antica capitale di Tamerlano, Samarcanda.
Nei deserti del sud cresce abbastanza erba per sostenere una scarsa popolazione nomade. Tra l'Amu Darya e il Syr Darya si estende il deserto del Kizilkum. A sud-ovest dell'Amu Darya, nell'attuale Turkmenistan, si trova il deserto del Karakum. Tra il lago d'Aral e il mar Caspio si trova l'altopiano di Ustyurt, scarsamente popolato.
Ai tempi della conquista russa, nell'area vi erano tre stati organizzati: il khanato di Khiva (nel delta dell'Amu Darya, a sud del lago d'Aral), il khanato e poi emirato di Bukhara (lungo l'Amu Darya e lo Zeravshan) e il khanato di Kokand (nella valle di Fergana). Il khanato di Bukhara confinava con gli altri due e tutti e tre erano circondati da nomadi sui quali i khanati cercavano di imporre il proprio controllo.

## XVI e XVII secolo

### Siberia
I russi entrarono in contatto con l'Asia centrale tra il 1582 e il 1639, a seguito della colonizzazione delle foreste sivìberiane ad opera di avventurieri cosacchi. La caccia di animali da pelliccia era l'attività principale dei cosacchi, che per questo motivo non si spinsero più a sud, nella steppa.

### Fiume Irtyš
Il fiume Irtyš nasce nell'attuale Cina e scorre verso nord-ovest fino a Tobol'sk, fondata dai russi nel 1587. In quei tempi si pensava che risalendo l'Irtyš si potessero raggiungere le ricchezze della Cina e dell'India. Nel 1654 il diplomatico Fëdor Isakovič Bajkov utilizzò questa via per raggiungere Pechino. La principale avanzata russa lungo il fiume avvenne durante il regno dello zar Pietro I.

### Urali meridionali
Nel 1556 la Russia conquistò il khanato di Astrachan', sulla sponda settentrionale del mar Caspio. L'area circostante era controllata dall'Orda Nogai. A est dei Nogai si trovavano i kazaki e a nord, tra il Volga e gli Urali, i baschiri. In questo periodo alcuni liberi cosacchi si stabilirono sul fiume Ural. Nel 1602 presero Kunya-Urgench, nel khanato di Khiva, ma, mentre tornavano carichi di bottino, furono circondati e massacrati dai khivani. Una seconda spedizione si perse nella neve e i pochi sopravvissuti furono ridotti in schiavitù dai khivani. Sembra che ci sia stata una terza spedizione, non documentata.

## 1713–1716: fallita spedizione nel khanato degli Zungari
Prima del 1714 Ivan Dmitrievič Buchgol'c, alla guida di 1500 uomini, risalì il fiume fino al lago salato Jamyšev, ma non proseguì oltre.
Il 22 maggio 1714 Buchgol'c ricevette i seguenti decreti imperiali firmati da Pietro I sulla galea Santa Natalia: "Sulla conquista della città di Erket e sulla ricerca della sabbia aurifera lungo il fiume [Amu] Darya" e "Sulla sabbia aurifera a Bukhara, sugli ordini dati a questo scopo, e sulla costruzione di fortezze lungo il fiume Irtyš, che si chiamano: Omsk, Železinska, Jamyšev, Semipalatinsk, Ust'-Kamenogorsk". I decreti ordinavano a Buchgol'c di recarsi a Tobol'sk, di radunare un distaccamento e di risalire l'Irtyš fino al lago Jamyšev. Giunto sul lago, avrebbe dovuto fermarsi per l'inverno, costruire una fortezza, lasciarvi una guarnigione e poi proseguire il viaggio verso la città di Erket, dove, secondo quanto riferito dal governatore della Siberia, il principe Matvej Petrovič Gagarin, si trovavano giacimenti di sabbia aurifera.
Il 1º ottobre 1715 la spedizione russa, composta da circa 3000 uomini, arrivò nuovamente al lago Jamyšev, dove iniziò la costruzione dell'omonima fortezza, posta al confine del khanato degli Zungari. Il 15 dicembre 1715 Buchgol'c decise di non spingersi oltre e scrisse a Pietro I che era pericoloso affrontare gli zungari con un numero così esiguo di truppe. La lettera raggiunse il sovrano sulla nave Ingermanlandia solo il 7 agosto 1716.
Irritato dell'apparizione delle truppe russe, il khong tayiji zungaro Tsewang Rabtan inviò a Buchgol'c la richiesta di andarsene e, quando quest'ultimo non obbedì, nella notte del 10 febbraio 1716 attaccò la fortezza di Jamyšev con un esercito di 10000 uomini. Durante l'assedio di Jamyšev i russi persero 2300 uomini per fame e malattie. I rinforzi e i rifornimenti inviati in aiuto degli assediati furono intercettati dagli zungari, che Buchgol'c, mantenendo un atteggiamento passivo, non cercò di respingere. Fu così che una carovana di 700 uomini con un rifornimenti di cibo e 20000 rubli di denaro per gli stipendi, oltre a 600 mercanti di Tobol'sk, Tara e Tomsk, fu catturata dagli zungari. Il 28 aprile 1716 Buchgol'c fu costretto a lasciare la fortezza di Jamyšev. Le fortificazioni furono rase al suolo, le case e le caserme furono distrutte: erano rimasti non più di 700 tra ufficiali e soldati semplici, la maggior parte dei quali era malata. Gli zungari, dopo la fuga di Buchgol'c, rilasciarono alcuni prigionieri. Ritiratisi più a valle, i russi fondarono Omsk.

## 1717: fallita conquista di Khiva
Il primo tentativo di conquista del khanato di Khiva fu tentato da Aleksandr Bekovič-Čerkasskij. Impegnato ad Astrachan' nel rilevamento della prima mappa del mar Caspio, Bekovič-Čerkasskij fu promosso capitano e posto al comando di una spedizione preliminare nei territori dell'attuale Turkmenistan, durante la quale lasciò lungo la strada alcuni gruppi di cosacchi per allestire i forti di Krasnovodsk e Fort-Aleksandrovskij.
Tornato ad Astrachan' nel febbraio 1717, Bekovič-Čerkasskij radunò un altro esercito e partì verso Khiva, insieme ad alcuni ingegneri e agrimensori. Molti mesi dopo alcuni tatari portarono la notizia della catastrofe che aveva colpito la spedizione khivana. I forti appena costruiti in Turkmenistan furono subito evacuati, con notevoli perdite a causa delle condizioni climatiche e degli attacchi da parte delle tribù turkmene.
Che cosa sia successo esattamente alla spedizione di Bekovič-Čerkasskij è tuttora una questione controversa. Secondo alcuni membri superstiti del contingente, essa era giunta a 120 km da Khiva quando fu attaccata con un esercito di 24000 uomini dal khan di Khiva. Dopo tre giorni di sanguinosi combattimenti, i khivani furono sconfitti. Vedendo che il nemico era molto numeroso, Bekovič-Čerkasskij capì che la diplomazia aveva maggiori possibilità di successo. L'ufficiale russo, accompagnato solo da 500 dei suoi uomini, entrò nel campo nemico per proporre delle condizioni. Il khan finse di arrendersi e lo accolse calorosamente, convincendolo a distribuire l'esercito russo in cinque città separate, per facilitarne il foraggiamento. I khivani attaccarono quindi le cinque città una per una, massacrando la maggior parte dei russi, vendendo gli altri come schiavi e giustiziando tutti gli ufficiali, compreso Bekovič-Čerkasskij.
Pietro I non fece nulla per vendicare la sconfitta, poiché era impegnato nella guerra contro la Svezia e nelle ostilità contro l'impero Ottomano.

## 1720: fallita spedizione nel khanato degli Zungari
Nel 1720 fu organizzata un'altra spedizione contro il khanato degli Zungari, guidata da Ivan Michajlovič Licharev. La spedizione raggiunse il lago Zajsan ma, attaccata dagli zungari, fu costretta a ritirarsi verso Tobol'sk. Sulla via del ritorno Licharev, alla confluenza tra l'Irtyš e l'Ul'ba, fondò la fortezza di Ust'-Kamenogorsk e, tra quest'ultima e Tobol'sk, altri otto forti, che divennero parte della "linea dell'Irtyš".

## 1731: accordi con il khanato di Kazak
Nel 1731, per ottenere l'aiuto russo contro gli zungari, Abu'l Khair Khan, khan dei kazaki dal 1718, prestò giuramento di fedeltà allo zar. In seguito cercò di limitare l'influenza russa, poiché voleva che il suo impero restasse ancora uno Stato islamico indipendente. Secondo uno studio del 2019, "né i kazaki né i funzionari russi pensavano alla loro relazione come a una forma di annessione, ma piuttosto a una semplice alleanza".

## 1735–1740: rivolta baschira
Sin dai tempi di Pietro I i russi erano intenzionati a estendere i propri domini verso sud-est, cioè in direzione della Persia e dell'India. Ivan Kirillovič Kirilov, statista e geografo russo, elaborò un piano per la costruzione di una fortezza, che si sarebbe dovuta chiamare Orenburg, alla confluenza del fiume Or' e del fiume Ural, dove si incontrano le terre dei baschiri, dei calmucchi e dei kazaki. La costruzione della fortezza, che prese il nome di Orsk, fu iniziata nel 1735. Il passo successivo era la costruzione di una fortezza sul lago d'Aral, ma ciò comportava l'attraversamento del paese dei baschiri e delle terre del Piccolo Žüz kazako, alcune delle quali avevano recentemente offerto una sottomissione nominale. Una parte significativa della popolazione baschira si oppose a questo piano. La rivolta baschira fu sedata dalle truppe russe nel 1740 dopo una serie di violenti scontri. Nel 1743 si decise di costruire Orenburg circa 250 chilometri più ad a ovest di Orsk.

## 1752–1759: completamento della linea siberiana e confine con la Cina
Alla fine del XVIII secolo la Russia possedeva una linea di fortezze che si estendeva all'incirca lungo l'attuale confine russo-kazako, che corrisponde approssimativamente al confine tra la foresta e la steppa. Le fortezze principali erano, da ovest ad est, Gur'ev (fondata nel 1645), Ural'sk (1613), Orenburg (1743), Orsk (1735), Troick (1743), Petropavlovsk (1752), Omsk (1716), Pavlodar (1720), Semipalatinsk (1718) e Ust'-Kamenogorsk (1720).
Ural'sk era un antico insediamento di liberi cosacchi. Orenburg, Orsk e Troick furono fondate dopo la rivolta baschira del 1735–1740. Orenburg fu a lungo la base da cui la Russia osservava e cercava di controllare la steppa kazaka. I quattro forti più orientali si trovavano lungo il fiume Irtyš. Dopo la conquista dello Xinjiang da parte della Cina nel 1759, l'impero russo e quello cinese stabilirono alcuni posti di frontiera in prossimità dell'attuale confine kazako-cinese.

## 1798–1822: tentativi di controllo della steppa kazaka

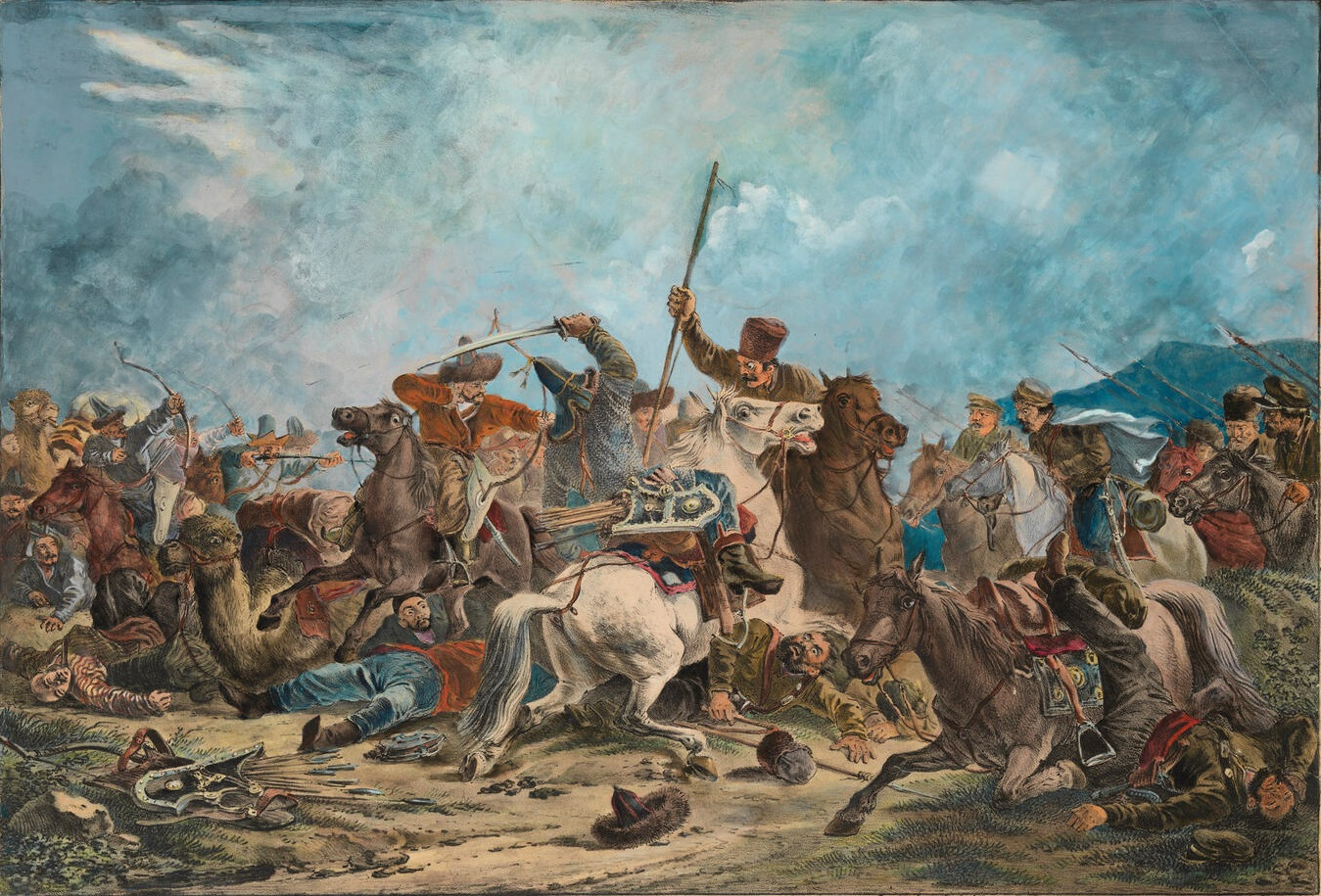
Scontro tra cosacchi e kazaki

Dopo la morte di Abu'l-Mansur Khan nel 1781, il Medio Žüz fu nominalmente governato da suo figlio Wali Khan, che però non raggiunse mai il controllo dell'intero žüz. Nel tentativo diri stabilire l'ordine, nel 1798 la Russia creò un tribunale a Petropavlovsk per risolvere le dispute tra i kazaki, ma non ottenne alcun risultato positivo. Dopo la morte di Wali Khan nel 1817 e del suo rivale Bukei nel 1818, i russi abolirono il khanato del Medio žüz e dal 1822 iniziarono a riferirsi a questa regione con il nome di "territorio del Kirgiz siberiano". Introdussero inoltre una serie di riforme amministrative, alcune delle quali volte a sedentarizzare i kazaki, che però rimasero nomadi.

## 1819: spedizione verso Khiva
Nel 1819, il ventiquattrenne ufficiale Nikolaj Nikolaevič Murav'ëv fu incaricato dal generale Aleksej Petrovič Ermolov di effettuare la spedizione a Khiva. con l'obiettivo principale di stringere un accordo commerciale con il khan. Murav'ëv doveva inoltre redigere dettagliati rapporti, effettuare ricognizioni sui luoghi e riferire sul numero e la posizione dei russi in schiavitù.
Murav'ëv, partito dal porto di Lankaran, attraversò il deserto del Karakum senza incontrare difficoltà con le tribù dei turkmeni che abitavano la regione. Ai khivani erano ben noti gli obiettivi di Murav'ëv, che al suo arrivo a Khiva fu inviato in una fortezza dove avrebbe dovuto attendere perima di incontrare il khan. Dopo alcuni giorni di permanenza nella fortezza, Murav'ëv si rese conto di essere di fatto prigioniero. I suoi guardiani si accorsero che stava prendendo appunti e trasmisero l'informazione al khan, che decise infine di incontare l'ufficiale russo. Durante l'incontro Murav'ëv comunicò al khan che lo zar desiderava un accordo commerciale. Dopo qualche discussione, il khan accettò la proposta e Murav'ëv fu lasciato libero. Ritornato a casa, Murav'ëv sostenne che i russi avrebbero dovuto invadere il Khiva per liberare gli schiavi.

## 1839: fallita campagna contro Khiva
Nel 1839, la Russia tentò di conquistare Khiva. Circa 5000 soldati russi, guidati da Vasilij Alekseevič Perovskij, marciarono verso sud partendo da Orenburg. L'inverno fu insolitamente freddo e la maggior parte dei cammelli utilizzati come bestie da soma morì, costringendo i russi a tornare sui propri passi.

## 1843–1847: caduta del khanato kazako
Nel 1837 le tensioni nella steppa kazaka stavano nuovamente aumentando, innescate dai co-regnanti kazaki Ğubaidullah Khan, Sher Ghazi Khan e Kenesary Qasymūly, tutti figli del sultano Qasim e nipoti di Abu'l-Mansur Khan. I tre co-regnanti intendevano ripristinare la relativa indipendenza di cui godevano in passato, opporsi alla tassazione da parte dei russi e liberare i kazaki delle regioni meridionali dal dominio del khanato di Kokand. Nel 1841 i tre khan ottennero l'aiuto del loro cugino minore Aziz id-Din Bahadur, figlio del comandante kazako Nasrullah Nauryzbai Bahadur, e radunarono un grande esercito ben addestrato da opporre all'esercito russo.
Il 27 giugno 1843 lo zar Nicola I diede ordine di organizzare una spedizione nella steppa kazaka: un distaccamento comandato dal vojskovoj staršiná Lebedev, composto da 1500 uomini, avrebbe costituito l'avanguardia. In seguito il distaccamento raggiunse la forza di 1900 uomini.
Nell'agosto 1843 fu equipaggiato un secondo distaccamento di 5000 uomini, guidato dal sultano Akhmet Žanturin, da Baimukhamed Aichuvakov e dai colonnelli Gens e Bizyanov. Il distaccamento si recò nella steppa di Orenburg per distruggere le forze di Kenesary. Altri distaccamenti formati dal governatore generale della Siberia occidentale partirono da Omsk, Petropavlovsk e Karkaralinsk.
Il 1º e il 7 settembre 1843 vi furono feroci battaglie fra i distaccamenti più avanzati dei russi, partiti da Orenburg, e le truppe di Kenesary. Entrambe le parti subirono forti perdite, cessarono le ostilità e si ritirarono. Gli altri distaccamenti russi non riuscirono a dare battaglia a Kenesary, che, manovrando nelle distese della steppa, riuscì ad evitare gli scontri e a far esaurire le forze russe. I soldati russi cessarono le ostilità e lasciarono la steppa nello stesso mese di settembre. I russi decisero che le ostilità contro Kenesary sarebbero riprese l'anno successivo.
Nel frattempo Kenesary era diventato un avversario sempre più pericoloso, al punto che il governatore generale della Siberia occidentale fu costretto a rivolgersi alla popolazione kazaka con un appello, con il quale li invitava ad opporsi a Kenesary. Per reprimere la rivolta di Kenesary il governo zarista decise quindi di inviare tre distaccamenti, uno dalla fortezza di Orsk, uno dai monti Ulutau e uno dal fiume Tobol. Nel maggio 1844 un distaccamento guidato dal sultano Akhmet Žanturin, dal sultano Baimagambetov e da Lebedev si diresse a sud, verso il deserto del Karakum.
Il compito dei distaccamenti russi era quello di accerchiare con una manovra a tenaglia le forze di Kenesary, tagliando loro la ritirata dalla regione del Turgaj verso il Karakum. Le truppe russe non riuscirono però a portare a termine il loro piano e Kenesary si ritirò in sicurezza nel deserto. Keynesary riuscì anche a dirottare il distaccamento di Lebedev su una falsa via, lungo la quale i russi attaccarono per errore i villaggi di Biy Baikadamov, soggetti alla Russia. Lebedev, richiamato a Orenburg e processato per l'attacco, su sostittuito dal colonnello Dunikovskij.
A quel punto, distaccamenti siberiani sotto il comando del generale Apollon Apollonovič Žemčužnikov furono inviati per reprimere la rivolta di Kenesary. Kenesary aveva saputo da alcuni esploratori che aveva inviato dietro le linee nemiche che il distaccamento siberiano si stava dirigendo verso il distaccamento di Orenburg di Dunikovskij. Kenesary decise quindi di impedire il collegamento tra le forze russe e di uscire dall'accerchiamento. A questo scopo inviò un piccolo distaccamento verso Žemčužnikov, facendogli credere che si stesse ritirando con tutte le sue truppe verso i monti Ulutau. Žemčužnikov, cadde nel tranello: dopo aver cambiato direzione, si mise all'inseguimento del piccolo distaccamento kazako. Kenesary, con le sue forze principali, apparve invece sulle linee difensive russe il 23 giugno 1844. La velocità e la manovrabilità delle sue truppe stupirono i russi.
Il 17 luglio 1844 alcuni distaccamenti di Kenesary si scontrarono con le truppe russe al comando del sultano Žantorin e del colonnello Dunikovskij. Nella notte tra il 20 e il 21 luglio 1844 le forze principali di Kenesary colpirono le retrovie del nemico, circondando il distaccamento di Žantorin, che subì una pesante sconfitta. Sulla relazione di Dunikovskij il governatore militare di Orenburg, Vladimir Afanas'evič Obručev, annotò: "Peccato, una notizia spiacevole, è molto dubbia, è difficile credere che una cosa del genere possa essere accaduta".
Durante l'estate l'avanzata di Kenesary continuò a ritmo incessante. Il 14 agosto 1844 distaccamenti guidati da Nauryzbay e Agybay assediarono la fortezza di Ekaterininskij, nella provincia di Orenburg, dove furono fatti prigionieri circa 100 soldati e catturati un gran numero di rifornimenti, tra cui 1847 libbre di pane.
Temendo un'ulteriore estendersi della rivolta, i governatorati di Orenburg e della Siberia decisero di inviare, oltre ai distaccamenti di Dunikovskij, Žemčužnikov e Žantorin, un altro distaccamento, al comando del colonnello Kovalevskij. A questo punto Kenesary, dopo essersi fortificato con il suo esercito sui monti Mugodžary, prese contatto con il governatorato di Orenburg per lo scambio di prigionieri di guerra. I distaccamenti russi, che erano privi di acqua e non avevano ottenuto risultati significativi nella lotta contro Kenesary, furono costretti a ritirarsi verso Orenburg e Omsk.
Ğubaidullah Khan, Sher Ghazi Khan e Kenesary Qasymov decisero infine di nascondersi nella regione montuosa vicino al lago Balkhash, ma il loro rifugio fu rivelato alla truppe russe dal khan kirghiso Ormon Khan. I tre khan furono infine catturati e giustiziati da disertori kirghisi alleati dei russi. Alla fine del 1847 l'esercito russo aveva conquistato le capitali kazake di Hazrat-e Turkestan e Syğanaq, abolendo il khanato kazako nel suo complesso.

## 1847–1853: linea del Syr Darya
Per i russi il passo successivo fu la creazione di una nuova linea di forti a sud della linea siberiana, a est del lago d'Aral e lungo il corso del Syr Darya. Ciò portò al conflitto tra Russia e khanato di Kokand.
Nei primi anni del XIX secolo il khanato aveva iniziato a espandersi a nord-ovest dalla valle di Fergana. Verso il 1814 i kokandi conquistarono Hazrat-e-Turkestan, sul Syr Darya, e verso il 1817, più a valle, costrurono Ak-Mečet' ("Moschea Bianca") ed altre fortificazioni più piccole intorno a quest'ultima. La regione era governata dal beg di Ak Mečet, che imponeva le tasse ai kazaki che erano lì stanziati e che avevano recentemente scacciato i caracalpachi verso sud. In tempo di pace Ak-Mečet' aveva una guarnigione di 50 persone, mentre la fortezza di Jölek di 40. Il khan di Khiva controllava invece un piccolo forte nella parte bassa del Sy Darya.
Visto il fallimento di Perovskij nel 1839, la Russia decise di adottare un approccio più cauto. Nel 1847 fu costruito il forte di Raimsk, nel delta del Syr Darya, e subito dopo quello di Kazalinsk, più a monte. Entrambe le località erano chiamate anche Fort Aral'sk (da non confondere con la città di Aral'sk, 120 km più a nord). Predoni provenienti da Khiva e Kokand attaccarono i kazaki stanziati nei pressi del forte, ma furono scacciati dai russi. In quegli anni tre velieri, costruiti a Orenburg, smontati, trasportati nella steppa e rimontati, furono utilizzati per mappare il lago. Nel 1852 e nel 1853 due piroscafi furono trasportati, smontati, dalla Svezia e poi varati sul lago d'Aral.
Nel 1852 una squadra di rilevamento russa risalì il Syr Darya, ma fu respinta prima di raggiungere Ak-Mečet'. Nell'estate dello stesso anno Ivan Fëdorovič Blaramberg, al comando di circa 400 uomini, fu inviato contro Ak-Mečet', con il pretesto che la Russia possedeva i territori sulla sponda nord del fiume. I kokandi risposero rompendo le dighe e inondando l'area circostante. Non avendo a sua disposizione adeguate attrezzature per un assedio, Blaramberg si rese conto di non poter conquistare la cittadella, che aveva mura alte 25 metri. Per questo motivo incendiò tutto quello che si trovava nell'area e si ritirò a Fort Aral'sk. Fra gli ufficiali kokandi di Ak-Mečet' vi era Yakub Beg, ma non è chiaro se fosse al comando di truppe durante questa prima battaglia.
Nell'estate del 1853 i russi radunarono una forza di oltre 2000 uomini, con oltre 2000 tra cavalli, cammelli e buoi, 777 carri, legname per ponti e pontoni, e con l'appoggio del piroscafo Perovskij. Per garantire che ci fosse abbastanza foraggio per trasferire tutto questo da Orenburg a Fort Aral'sk, fu vietato ai kazaki di far pascolare il bestiame nelle terre a nord del forte. Il comando delle spedizione fu affidato a Perovskij, che, partito da Fort Aral'sk in giugno, raggiunse Ak-Mečet' il 2 luglio 1853. Nel frattempo i kokandi avevano consolidato le difese del forte e aumentato la guarnigione. I russi posero l'assedio e, quando le trincee si avvicinarono alla cittadella, scavarono una galleria di mina sotto le mura. Alle 3 del mattino del 9 agosto 1853 la mina fu fatta esplodere, creando un'ampia breccia. Alle 4:30 del mattino la cittadella fu conquistata: fra i 300 kokandi della guarnigione si contarono ben 230 morti. Ak-Mečet' fu ribattezzata Fort Perovskij (Perovsk dal 1862). Durante l'assedio Padurov risalì il fiume per 160 km fino a Jölek e scoprì che i difensori della fortezza erano fuggiti. Fece il possibile per distruggere il forte e tornò con i cannoni abbandonati dai difensori.
Nel settembre del 1853 un esercito proveniente da Kokand rioccupò Jölek e avanzò verso Fort Perovskij. La colonna russa inviata ad affrontare i kokandi ebbe con questi una dura giornata di scontri e chiese rinforzi. Il mattino seguente i russi scoprirono che i kokandi si erano ritirati. A dicembre una forza di kokandi circondò Fort Perovskij. I russi fecero una sortita con 500 uomini, che furono presto circondati e messi in difficoltà. Il maggiore Škupa, accortosi che l'accampamento nemico era debolmente difeso, lo assaltò e lo diede alle fiamme. Altre due sortite allontanarono i kokandi, le cui forze erano ormai in preda al disordine.
La Russia possedeva ora una linea di forti di 320 km lungo il tratto occidentale del Syr Darya.

## 1847–1864: avanzata nel Semireč'e
L'estremità orientale della steppa kazaka era chiamata dai russi Semireč'e ("Sette fiumi"). A sud di questa regione, lungo l'attuale confine kazako-kirghiso, si estendono per circa 640 km le montagne del Tien Shan. I fiumi che scorrono dalle montagne hanno permesso la fondazione di alcune città e la formazione di un'importante via carovaniera. A sud della catena del Tien Shan si trova la valle di Fergana, densamente popolata e a quei tempi controllata dal khanato di Kokand. A sud di Fergana si trovano i monti Turkistan e poi la terra che gli antichi chiamavano Battriana. A ovest della catena del Tien Shan si trova la grande città di Taškent e a ovest dei monti Turkistan l'antica capitale di Tamerlano, Samarcanda.
Nel 1847 i russi fondarono Kopal, a sud-est del lago Balqaš. Nel 1852 attraversarono il fiume Ili e incontrarono la resistenza kazaka. Nel 1853 distrussero il forte kazako di Tučubek. Nel 1854 fondarono Vernyj (l'attuale Almaty), ai piedi del Tien Shan, circa 800 km a sud della linea Siberiana. Nel 1862 Gerasim Alekseevič Kolpakovskij prese Tokmok e Biškek. Truppe russe furono schierate al passo di Kastek, per fronteggiare un eventuale attacco da parte del khanato di Kokand. I kokandi valicarono però un altro passo e attaccarono una postazione russa, ma Kolpakovskij si precipitò da Kastek e sconfisse l'esercito nemico, nonostante l'inferiorità numerica. Nel 1864 Michail Grigor'evič Černjaev prese il comando dell'est, guidò 2500 uomini dalla Siberia e catturò Aulie-Ata (l'attuale Taraz). I russi erano ormai vicini all'estremità occidentale della catena del Tien Shan e a metà strada tra Vernyj e Ak-Mečet'.
La Russia e Cina, che nel 1851 avevano sottoscritto il trattato di Ghulja per regolare il commercio lungo quello che stava diventando il loro nuovo confine, nel 1864 firmaro il trattato di Tarbagatai che stabiliva il confine tra i due Stati, corrispondente approssimativamente quello attuale tra Cina e Kazakistan. Con il trattato del 1864 i cinesi rinunciarono a qualsiasi rivendicazione sulla steppa kazaka.

## 1859–1864: completamento della linea del Syr Darya
Nel frattempo i russi avanzavano verso sud-est risalendo il Syr Darya da Ak-Mečet'. Nel 1861 fu costruito un forte russo a Jölek, che nel 1859 era stata conquistata dal khanato di Kokand, e presero Yani Kurgan, 80 km a monte. Nel 1862 Černjaev effettuò una ricognizione del fiume fino a Hazrat-e Turkestan e catturò la piccola oasi di Suzak, circa 105 km a est del fiume. Nel giugno 1864 Nikolaj Aleksandrovič Verëvkin conquistò Hazrat-e Turkestan. Due colonne russe si incontrarono infine tra Hazrat-e Turkestan e Aulie-Ata, completando così la linea Syr Darya.

## 1864–1876: sottomissione di Kokand e Bukhara

### Presa di Taškent

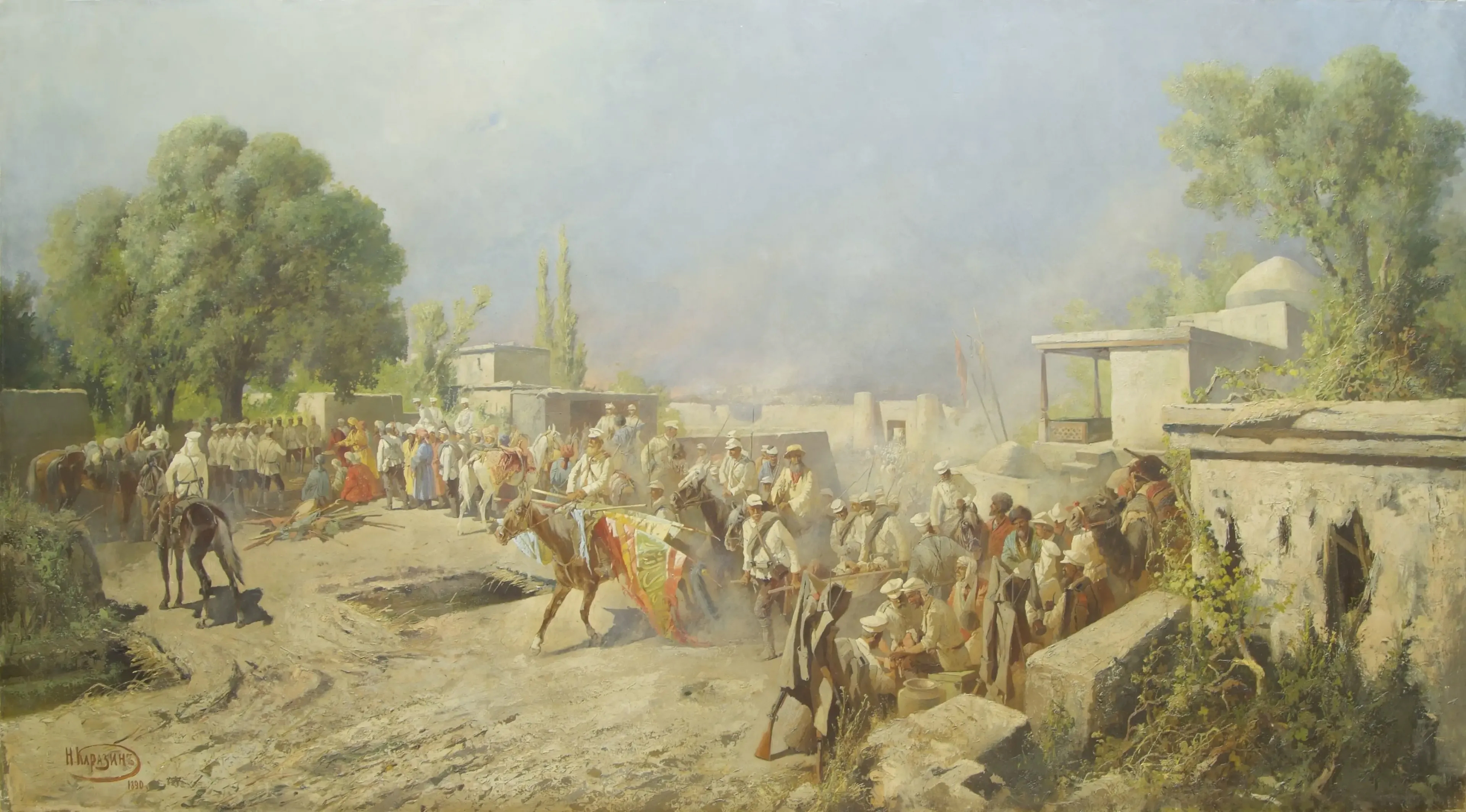
Truppe russe prendono Taškent (1865)

Circa 80 km a sud della linea del Syr Darya si trovava la città di Şımkent, appartenente al kahnato di Kokand. Il 3 ottobre 1864 Černjaev conquistò facilmente la città. Il 15 ottobre Černjaev giunse a Taškent, ma non essendo riuscito a prenderla d'assalto si ritirò a Şımkent. I kokandi tentarono senza successo di riprendere Hazrat-e Turkestan. Nell'aprile 1865 Černjaev sferrò un secondo attacco a Taškent. Non potendo assaltare una città così grande (si dice che avesse una guarnigione di 30 000 uomini), s'impadronì dell'acquedotto della città, a Niazbek. Alimqul, governante de facto del khanato di Kokand, arrivò a Taškent con altri 6 000 uomini, ma, mentre stava per vincere contro i russi, morì in battaglia. Gli abitanti della città offrirono quindi la propria sottomissione all'emiro di Bukhara in cambio di assistenza. Verso il 21 giugno 1865 un gruppo di bukhariani entrò in città, mentre altre truppe bukhariane si stavano muovendo verso di essa. Vista la criticità della situazione, Černjaev decise di rischiare un assalto. Alle 3 del mattino del 27 giugno il capitano Abramov scalò le mura, aprì la porta di Kamelan, avanzò lungo le mura e aprì una seconda porta. Altre truppe russe presero la porta di Kokand. Per due giorni ci furono continui combattimenti strada per strada, ma la mattina del 29 giugno una deputazione di anziani offrì ai russi la resa.

### Campagna del 1866
L'emirato di Bukhara era ormai coinvolto nella guerra. Nel febbraio del 1866 Černjaev attraversò la steppa della Fame e raggiunse il forte bukhariano di Jizzax. Ritenendo impossibile la conquista del forte, si ritirò a Taškent, inseguito da bukharani cui presto si unirono dei kokandi. Černjaev fu richiamato a San Pietroburgo per insubordinazione e fu sostituito da Dmitrij Il'ič Romanovskij. Romanovskij si preparò ad attaccare Bukhara, ma l'emiro si mosse per primo e i due eserciti si scontrarono nella piana di Irjar, nei pressi di Kattaqo'rg'on. I bukhariani si dispersero, perdendo la maggior parte dell'artiglieria, dei rifornimenti e dei tesori e lasciando sul campo più di 1 000 morti, mentre i russi ebbero solo 12 feriti. Invece di inseguire il nemico, Romanovskij si diresse verso est e prese Xuçand, chiudendo così l'imbocco della valle di Fergana. I bukhariani persero più di 2500 uomini, i russi ebbero 130 tra morti e feriti. Romanovskij si spostò quindi a ovest e prese Ura-Tepe (che dovrebbe corrispondere all'attuale Istaravšan) e Jizzax. Durante la cattura di Jizzax i bukhariani ebbero 6 000 morti e 3 000 prigionieri e persero tutta l'artiglieria. In totale, durante la campagna del 1866, le truppe russe ebbero 500 tra morti e feriti, mentre i loro avversari persero più di 12 000 uomini. Le sconfitte costrinsero Bukhara ad avviare colloqui di pace.

### Presa di Samarcanda

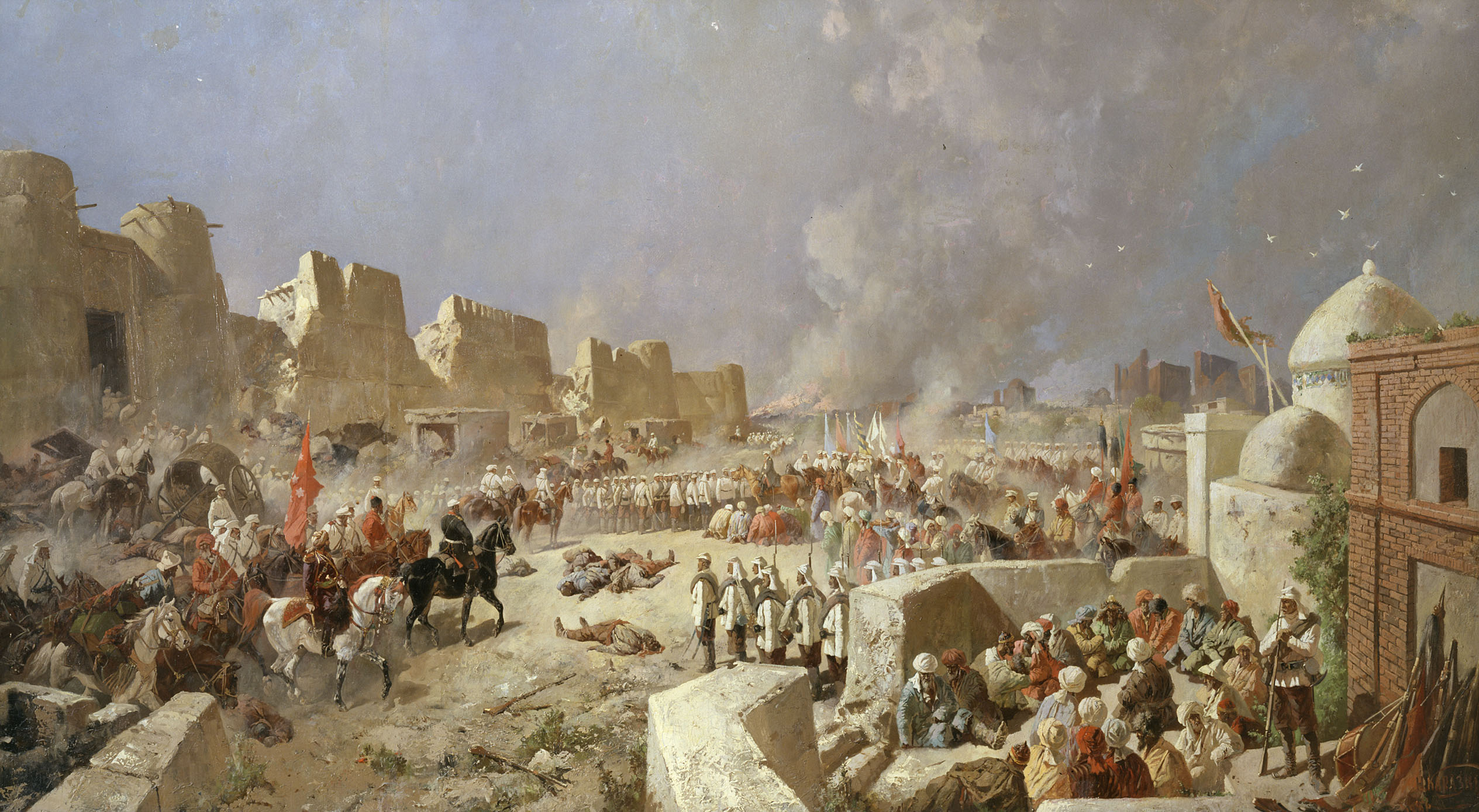
Truppe russe prendono Samarcanda (1868)

Nel luglio 1867 fu creato il Governatorato generale del Turkestan, posto sotto la guida del generale Konstantin Petrovič von Kaufman e con capoluogo a Taškent. Poiché l'emiro di Bukhara non aveva il pieno controllo dei suoi sudditi e si verificavano incursioni e ribellioni, Kaufman decise di affrettare i tempi attaccando Samarcanda. Dopo che Kaufman ebbe disperso alcune truppe bukhariane, nel maggio 1868 Samarcanda chiuse le porte all'esercito dell'emiro e si arrese ai russi. Kaufman lasciò una guarnigione a Samarcanda e partì per occuparsi di alcune zone periferiche, tra le quali Shahrisabz e Urgut. La guarnigione russa di Samarcanda fu assediata e, fino al ritorno di Kaufman, si trovò in grande difficoltà. Il 2 giugno 1868, nella decisiva battaglia di Zerabulak, i russi sconfissero il grosso delle forze dell'emiro di Bukhara, perdendo meno di 100 uomini, a fronte di perdite nemiche comprese tra i 3 500 e i 10 000 uomini. Il 5 luglio 1868 fu firmato un trattato di pace. Il khanato di Bukhara perse Samarcanda e divenne un vassallo semi-indipendente. Il khanato di Kokand rimaneva indipendente ma, dopo aver perso i suoi territori occidentali, si era ridotto alla valle di Fergana e alle montagne circostanti. Nel 1870 il khanato di Bukhara, anche se vassallo, si espanse verso est, annettendo la parte della Battriana racchiusa tra la catena del Turkestan, l'altopiano del Pamir e il confine afghano.
Nel 1875 i comandanti di Kokand Abdurakhman e Pulat Bey presero il potere nel khanato e iniziarono operazioni militari contro i russi. Nel luglio del 1875 la maggior parte dell'esercito del khan e gran parte della sua famiglia avevano disertato a favore dei ribelli, e così il khan di Kokand si rifugiò presso i russi a Xuçand, portando con sé tesori per un valore di un milione di sterline britanniche. Kaufmann invase il khanato il 1º settembre 1875 e, dopo aver combattuto diverse battaglie, il 10 settembre entrò nella capitale. In ottobre trasferì il comando a Michail Dmitrievič Skobelev. Nel 1876 i russi entrarono senza trovare resistenza a Kokand, giustiziarono i capi dei ribelli e abolirono il khanato. Al suo posto fu creata l'oblast' di Fergana.

## 1873: conquista di Khiva

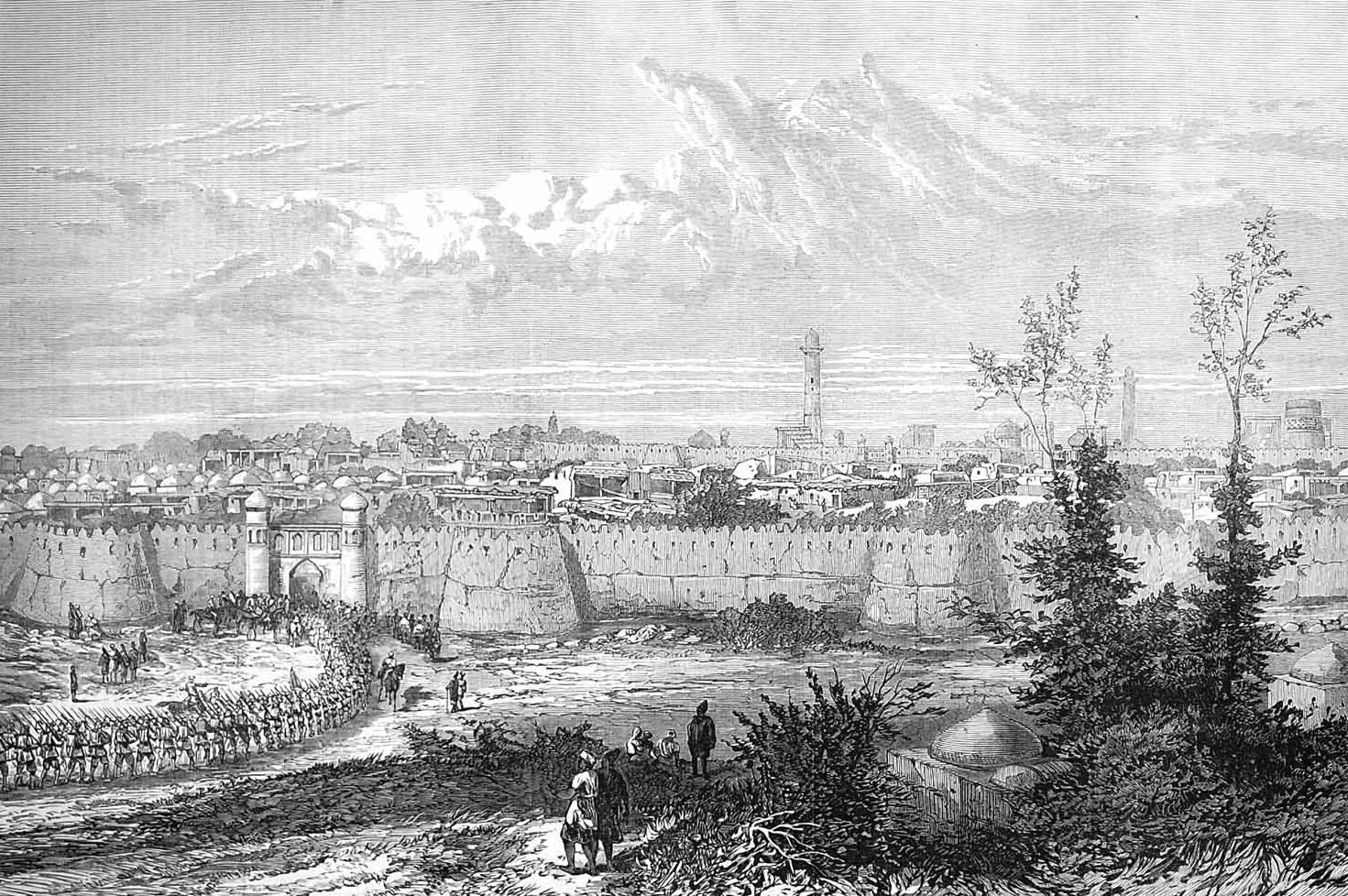
I russi entrano a Khiva (1873)

Nel dicembre 1872 i russi decisero di attaccare Khiva, avanzarndo verso l'oasi, circondata da centinaia di chilometri di deserto, da cinque direzioni. Kaufman marciò verso ovest da Taškent e fu raggiunto da un'altra armata proveniente da Fort Aral'sk: le due armate si incontrarono nel deserto, rimasero a corto d'acqua, abbandonarono parte delle provviste e raggiunsero l'Amu Darya a fine maggio. Verëvkin, partito da Orenburg, ebbe poche poche difficoltà nel muoversi lungo il lato occidentale del lago d'Aral e raggiunse l'angolo nord-occidentale del delta dell'Amu Darya a metà maggio. A Verëvkin si unì Nikolaj Pavlovič Lomakin, che proveniva da mar Caspio e aveva incontrato molte difficoltà nell'attraversare il deserto. Vasilij Ivanovič Markozov, partito da Čikišljar (Çekişler), rimase a corto d'acqua e fu costretto a tornare indietro. Kaufman attraversò l'Amu Darya e vinse alcune facili battaglie finché, il 4 giugno 1872, il khan chiese la pace. Nel frattempo, Verëvkin, che non era in contatto con Kaufman, attraversò il delta e attaccò le mura di Khiva, finché non fu richiamato da Kaufman. Il khanato di Khiva divenne un protettorato russo.

## 1879–1885: conquista del Turkmenistan
A sud del khanato di Khiva si trovava l'attuale Turkmenistan, area corrispondente al deserto del Karakum e abitata dai turkmeni, un popolo nomade. L'irrigazione dava sostentamento ad una popolazione stanziale lungo l'Amu Darya (a nord-est) e lungo il versante nord della catena del Kopet Dag (a sud-ovest). A est del Kopet Dag due fiumi, lo Hari Rud e il Morghab, scorrono dall'Afghanistan verso nord e danno vita, rispettivamente, alle oasi di Tejen e Merv. La popolazione semi-sedentaria conduceva le greggi nel deserto in primavera e in autunno. I turkmeni non avevano uno Stato organizzato. Alcuni di loro prestavano servizio come mercenari per il khanato di Khiva o compivano scorrerie in Persia per catturare schiavi da vendere al mercato di Khiva. Allevavano i cavalli della razza akhal-teke, molto agili, resistenti e superiori a quelli usati dai cosacchi. Mentre i khanati possedevano eserciti piuttosto antiquati, i turkmeni erano abili cavalieri e incursori, ma potevano comunque fare ben poco contro le armi e l'artiglieria dei russi.

### Sconfitta di Lomakin a Geok Tepe
Ivan Davidovič Lazarev sbarcò con le truppe al suo comando a Čikišljar e iniziò a far avanzare uomini e rifornimenti lungo il fiume Atrek, ma morì improvvisamente e fu sostituito da Lomakin. Quest'ultimo, superato il Kopet Dagh con un numero insufficiente di uomini, sferrò senza successo un attacco a Geok Tepe e fu costretto a ritirarsi. I bellicosi Tekè opposero una resistenza che gli osservatori russi giudicarono "degna dei migliori eserciti europei", come dimostrano le pesanti perdite, oltre il 25% degli uomini, che i russi subirono in combattimento. Gli ufficiali russi notarono inoltre che la posizione turkmena era "fortificata in modo esemplare, secondo tutte le regole delle moderne fortificazioni".

### Vittoria di Skobelev a Geok Tepe

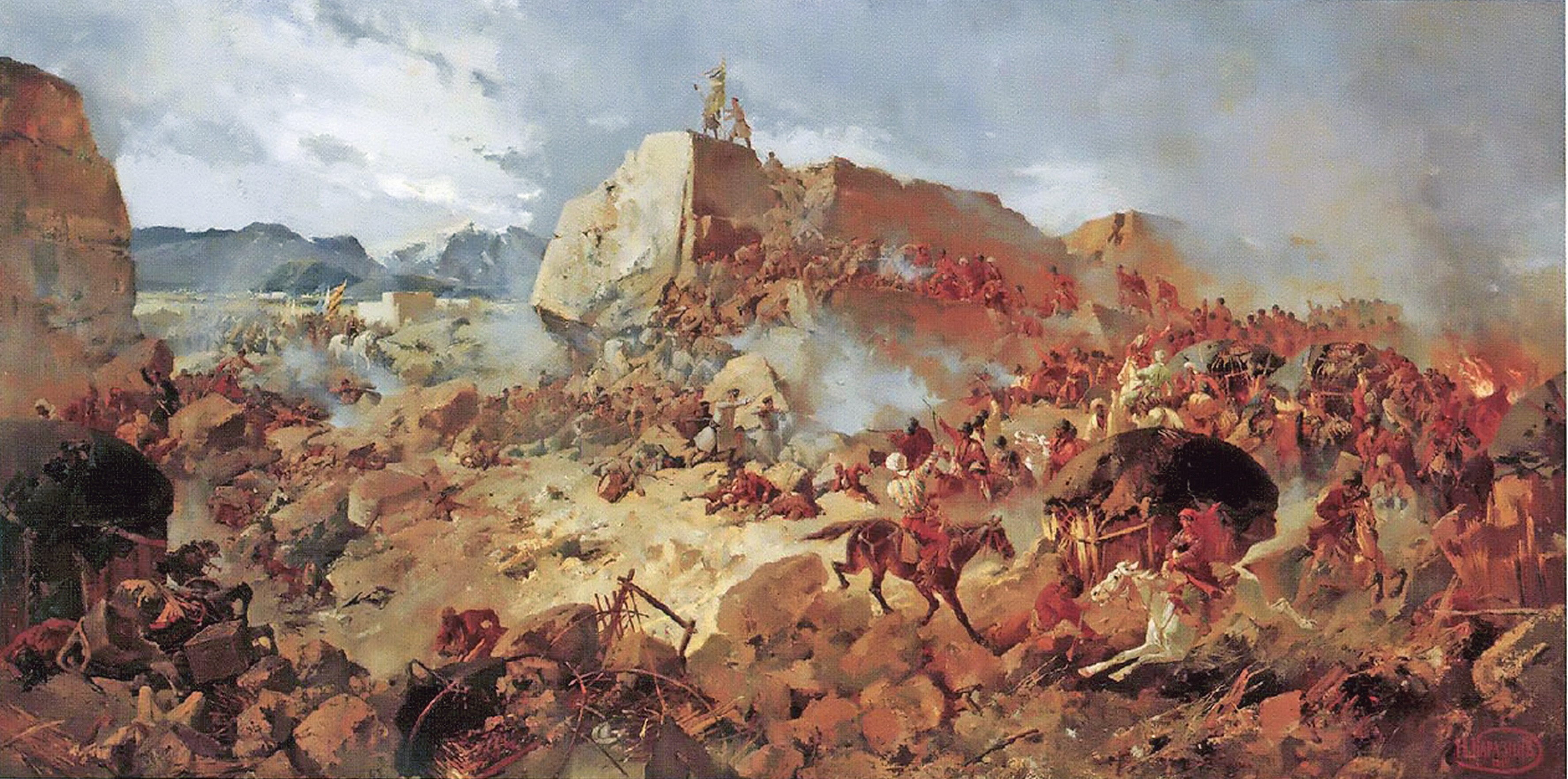
Assalto russo alla fortezza di Geok Tepe (1881)

Skobelev sostituì Lomakin nel marzo 1880. Trascorse la maggior parte dell'estate e dell'autunno spostando uomini e rifornimenti da Čikišljar al versante nord del Kopet Dag. A dicembre marciò verso sud-ovest, assediò Geok Tepe per un mese e la conquistò facendo esplodere una mina per far breccia nelle mura. Almeno 14 000 Tekè furono uccisi. Una settimana dopo Skobelev occupò Aşgabat, 40 km a sud-est, ma non riuscì ad andare oltre. Nel maggio 1881 l'area conquistata fu annessa alla Russia come Oblast' della Transcaspia. Il confine orientale dell'oblast' restava ancora indefinito.

### Annessione di Merv
La ferrovia transcaspica raggiunse Kyzyl Arbat, all'estremità nord-occidentale del Kopet Dag, a metà settembre 1881. Tra ottobre e dicembre Pavel Michajlovič Lessar effettuò un sopralluogo sul versante nord del Kopet Dag e riferì che non ci sarebbero stati problemi a costruire una ferrovia lungo questa catena montuosa. Dall'aprile 1882 continuò le sue esplorazioni giungendo fino a Herat e riferì che non c'erano ostacoli militari tra il Kopet Dag e l'Afghanistan. Nazirov (Nazir Beg) si recò a Merv sotto mentite spoglie e poi attraversò il deserto fino a Bukhara e Taškent.
A Merv si trovava la grande fortezza di Kaushut Khan e la città ed era abitata da Tekè, tribù che aveva combattuto anche a Geok Tepe. Non appena i russi si stabilirono ad Aşgabat, commercianti, e anche spie, iniziarono a muoversi tra il Kopet Dag e Merv. Alcuni anziani di Merv si recarono a Petro-Aleksandrovsk (attuale Turtkul) ed offrirono una parziale sottomissione allo zar: i russi presenti ad Aşgabat spiegarono loro di far parte dello stesso impero. Nel febbraio 1882 Maksud Alikhanov-Avarskij visitò Merv e prese contatti con Makhdum Kuli Khan, che era stato uno dei comandanti turkmeni a Geok Tepe. A settembre Alikhanov-Avarskij convinse Makhdum Kuli Khan a giurare fedeltà allo zar.
Nella primavera del 1881 Skobelev fu sostituito come comandante delle truppe della regione transcaspica da Pëtr Fëdorovič Rerberg, che a sua volta sostituito nella primavera del 1883 da Aleksandr Vissarionovič Komarov. Verso la fine del 1883 Komarov guidò 1500 uomini ad occupare l'oasi di Tejen. Successivamente Alikhanov-Avarskij e Makhdum Kuli Khan si recarono a Merv e, il primo minacciando e l'altro persuadendo, convocarono una riunione di anziani. Per evitare un massacro come quello di Geok Tepe, 28 anziani si recarono ad Aşgabat e il 12 febbraio 1884, alla presenza di Komarov, giurarono fedeltà allo zar. A Merv una fazione tentò di resistere, ma era troppo debole per ottenere risultati. Il 16 marzo 1884 Komarov occupò Merv. I khanati di Khiva e Bukhara, già ridotti a protettorati, erano ora circondati da territori russi.

### 1885: Panjdeh e la fine dell'espansione russa verso sud
Tra Merv e l'attuale confine afghano si trovano circa 230 km di territori semi-desertici; più a sud si trova l'importante fortezza afghana di Herat. A partire dall'estate del 1884 il Regno Unito e l'Impero russo avviarono negoziati per delimitare il confine settentrionale dell'Afghanistan, istituendo un'apposita commissione. I russi fecero il possibile per spingersi sempre più a sud, ma quando catturarono il forte afghano di Panjdeh i britannici minacciarono la guerra. Lo scontro tra i due Stati fu però evitato e il confine fu delineato tra il 1885 e il 1886.

### Costi della campagna transcaspica
I registri delle spese militari russe indicano che tra il 1869 e il 1879 la campagna transcaspica costò 4 800 000 rubli, la spedizione del 1879-1880 5 525 000 rubli e la spedizione del 1880-1881 11 000.000 di rubli. La costruzione della ferrovia, fino a quel momento, costò 4 429 991 rubli e i materiali da costruzione altri 3 518 000 rubli. Le spese totali dal 1869 al 1881 ammontarono a 29 274 991 rubli.

## 1871–1895: montagne orientali

### 1871–1883: occupazione temporanea di Ghulja

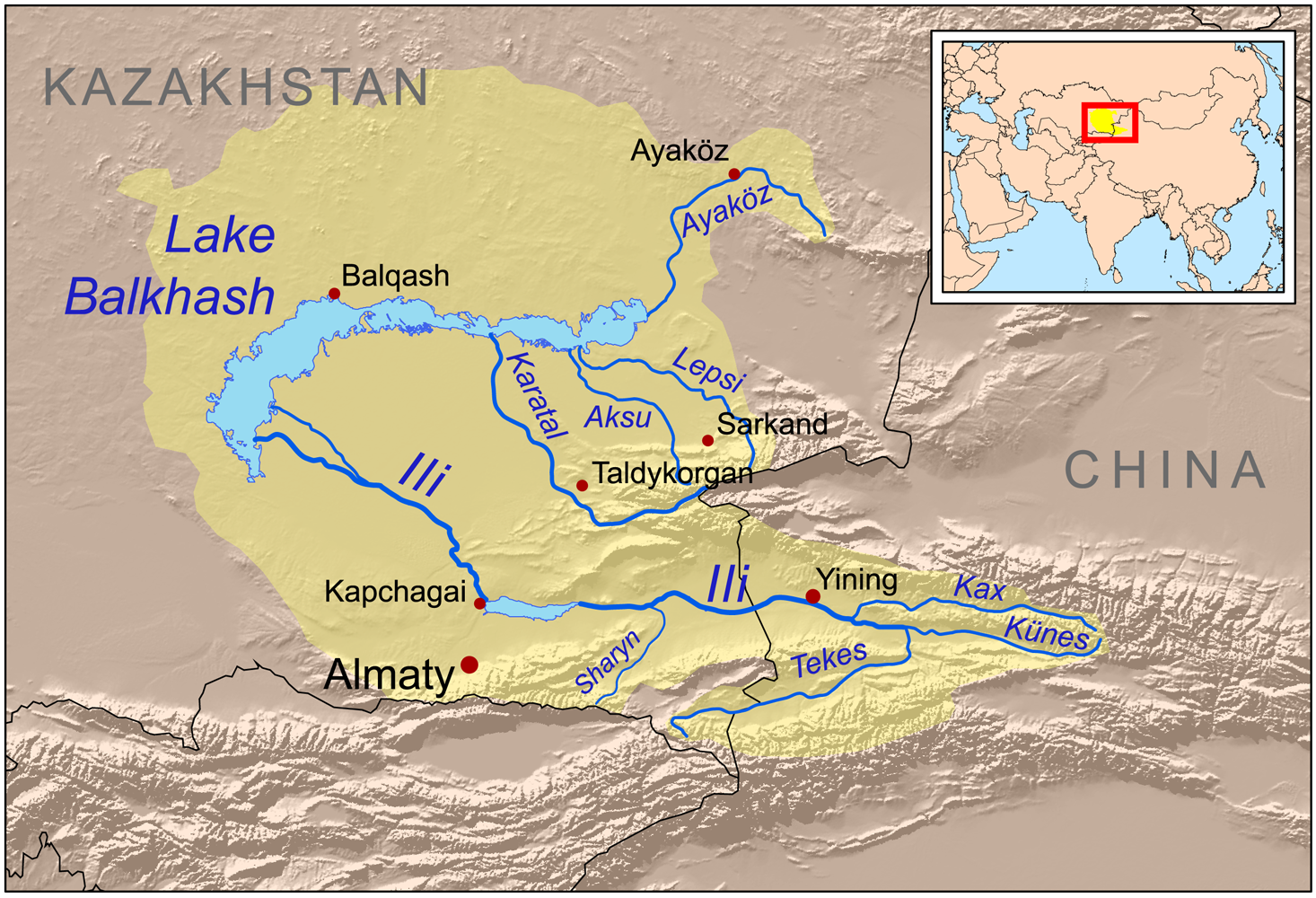
Il bacino del fiume Ili. Yining è Ghulja, Almaty è Forte Vernyj. Il bacino del Tarim è in basso a destra

Le montagne del Tien Shan corrono lungo il confine settentrionale del Kirghizistan e proseguono verso est separando la Zungaria, a nord, dal bacino del Tarim, a sud. Il bacino del Tarim apparteneva alla Cina dal 1759. Tra il Tien Shan e la catena dei monti Borohoro si trova l'alta valle del fiume Ili, con la sua capitale Ghulja (attuale Yining). Anche se fa parte della Zungaria, la valle si apre sulla steppa, ai tempi controllata dai russi. Durante la rivolta dei Dungani del 1862-1877 la Cina perse il controllo di parte dei suoi territori occidentali e Yakub Beg si impadronì di Kashgar e della maggior parte del bacino del Tarim. Nel 1866 i dungani catturarono Ghulja e massacrarono i suoi abitanti. Preoccupato dal fatto che Yakub Beg sembrava essere in grado di avanzare su Ghulja, Kaufman occupò il passo di Muzat. Nel giugno 1871 il generale Gerasim Alekseevič Kolpakovskij attraversò il confine e il 4 luglio 1871 occupò Ghulja. Alcuni parlarono di occupazione permanente, ma il Ministero degli Esteri russo disse ai cinesi che la provincia sarebbe stata restituita non appena l'Imperatore avesse potuto inviare truppe sufficienti a mantenere l'ordine. Kaufman provò due volte ad attaccare Yakunìb Beg. Nel 1872 ammassò forze sul confine, ma l'operazione fu annullata a causa dell'imminente guerra contro Khiva. Nel 1875 inviò una missione al khan di Kokand per chiedere il permesso di spostare truppe russe attraverso i suoi domini. A seguito dello scoppio della rivolta di Abdurakhman e Pulat bey le truppe russe furono però utilizzate per annettere Kokand. Nel 1877 la Cina riprese infine il controllo dello Turkestan cinese e chiese ai russi la restituzione di Ghulja. Nel settembre 1879 l'ambasciatore cinese concluse con i russi il trattato di Livadia, ma il governo Qing rifiutò di ratificarlo. Successiavemnte i due Stati firmarono il trattato di San Pietroburgo del 1881. La Russia evacuò definitivamente Ghulja nella primavera del 1883. Dopo alcune dispute di confine, il 19 ottobre 1883 fu firmato un protocollo aggiuntivo a Chuguchak.

### 1893: occupazione del Pamir[31]

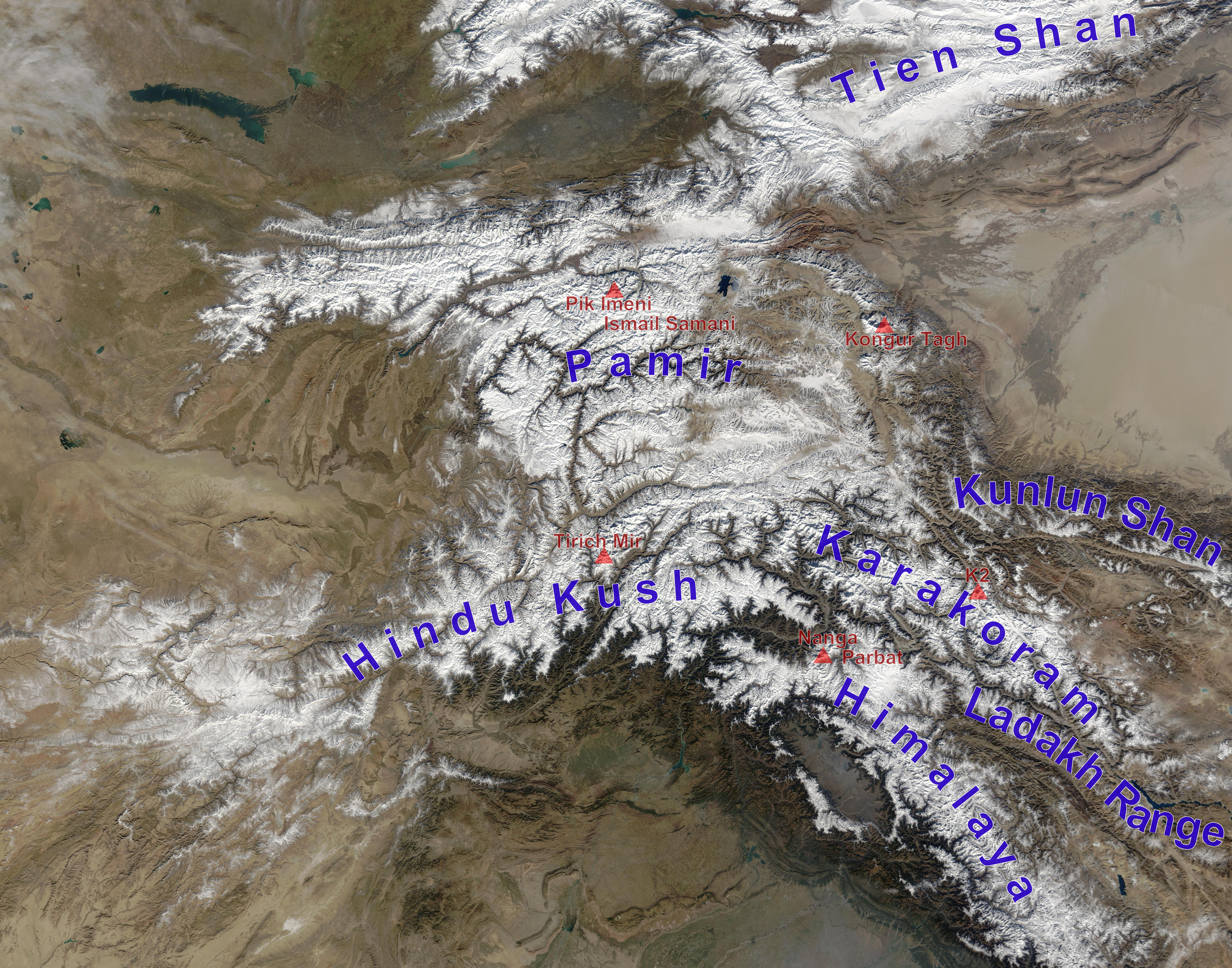
Il Pamir visto dal satellite

L'angolo sud-orientale del Turkestan russo era l'alto Pamir, quella che attualmente è è la Regione Autonoma di Gorno-Badachshan, in Tagikistan. Gli altipiani orientali sono caratterizzati da pascoli estivi, mentre sul lato occidentale aspre gole scendono verso il fiume Panj e la Battriana. Nel 1871 Aleksej Pavlovič Fedčenko, ottenuto dal khan il permesso di esplorare verso sud, raggiunse la valle di Alaj, ma la sua scorta non gli permise di avanzare ancora più a sud, sull'altopiano del Pamir. Nel 1876 Skobelev, inseguendo un ribelle, entrò nella valle di Alaj, mentre Lev Feofilovič Kostenko superò il passo Kyzylart e mappò l'area intorno al lago Kara-Kul, nella parte nord-orientale dell'altopiano. Nei 20 anni successivi la maggior parte dell'area fu mappata. Nel 1891 i russi, al comando di Michai Efremovičl Ionov allontanarono dal Piccolo Pamir gli agenti britannici Younghusband e Davidson ("Incidente del Pamir"). Nel 1892 un battaglione di russi al comando di Ionov si accampò vicino all'attuale Murghob, dove l'anno successivo fu costruito un vero e proprio forte (Pamirskij Post). Nel 1895 la base russa fu spostata a ovest, a Choruǧ, sul confine afghano. Nel 1893, con la fissazione della linea Durand, fu istituito il corridoio del Wakhan, territorio afghano tra il Pamir russo e l'India britannica.

## Il Grande Gioco
Con Grande Gioco ci si riferisce al conflitto, caratterizzato soprattutto dall'attività delle diplomazie e dei servizi segreti, che contrappose Regno Unito e Russia in Medio Oriente e Asia centrale nel corso di tutto il XIX secolo.
Anche se circolavano voci su una possibile invasione russa dell'India britannica e sulla presenza di agenti britannici in Asia centrale, il Regno Unito non ostacolò in modo diretto la conquista russa del Turkestan. I britannici, però, reagirono con forza ogni volta che agenti russi si avvicinavano all'Afghanistan, in quanto consideravano quest'ultimo uno Stato cuscinetto necessario per la difesa dell'India.
Un'invasione russa dell'India sembrava improbabile, anche se alcuni scrittori britannici la ritenevano realizzabile. I russi avrebbero potuto raggiungere Khiva e risalire l'Amu Darya fino all'Afghanistan oppure, più realisticamente, ottenere l'appoggio persiano ed entrare in Afghanistan attraverso la Persia settentrionale, per poi invadere l'India. In alternativa avrebbero potuto provocare una ribellione tra gli indiani, non con l'obiettivo conquistare l'India, ma piuttosto con quello di fare pressione sui britannici e così potersi concentrare su obbiettivi più importanti, come la conquista di Costantinopoli.
Nel 1801 si parlò vagamente di un'invasione congiunta franco-russa dell'India. Durante la guerra russo-persiana del 1804-1813, agenti britannici e francesi furono attivi in Persia. Nel 1810 Charles Christie e Henry Pottinger attraversarono l'Afghanistan occidentale e la Persia orientale. Christie fu ucciso nel 1812 mentre combatteva a fianco dei i persiani nella battaglia di Aslanduz.
A seguito delle missioni russe a Khiva (Murav'ëv, 1819) e a Bukhara (1820), William Moorcroft raggiunse Bukhara nel 1825 e Arthur Conolly cercò di raggiungere Khiva dalla Persia nel 1830. Conloly fu però respinto da banditi e proseguì il suo viaggio verso Herat e l'India britannica. Nel 1832 Alexander Burnes raggiunse Bukhara.

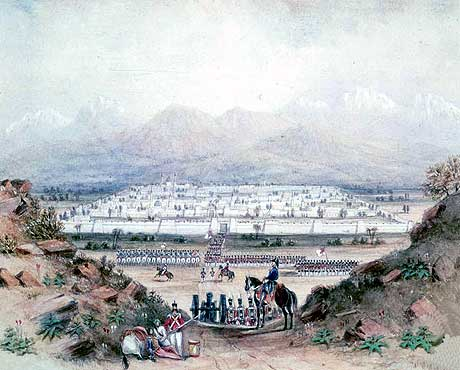
I britannici entrano a Kandahar (1839)

Nel 1837 Jan Prosper Witkiewicz raggiunse Kabul. Nel 1838 la Persia assediò Herat: agenti britannici e russi intervenirono a sostegno dei rispettivi alleati. La Gran Bretagna riuscì a porre fine all'assedio occupando un'isola persiana. Nel 1838 Charles Stoddart si recò a Bukhara e fu arrestato. Nel 1839, all'epoca del fallito attacco di Perovskij a Khiva, James Abbot si recò a Khiva per negoziare il rilascio degli schiavi russi lì detenuti, al fine di eliminare il pretesto per un'invasione russa, ma non ebbe successo. L'anno successivo Richmond Shakespear fece lo stesso tentativo, ebbe successo e condusse 416 schiavi russi fino al mar Caspio. Nel 1841 Arthur Conolly si recò a Bukahra per ottenere il rilascio di Stoddart, ma entrambi furono giustiziati nel 1842.
Durante la prima guerra anglo-afghana (1839-1842), la Gran Bretagna invase senza successo l'Afghanistan. I britannici conquistarono il Sindh nel 1843 e il Punjab nel 1849, raggiungendo così il fiume Indo e il confine con l'Afghanistan.
Gli anni 50 del 1800 videro la guerra di Crimea (1853-1856), la guerra anglo-persiana (1856-1857), causata da un nuovo attacco persiano a Herat, e i moti indiani (1857-1858).
Le conquiste russe di Taškent (1865) e di Samarcanda (1868) non produssero alcuna risposta britannica. Nel 1875, dopo la conquista di Khiva, Frederick Burnaby fece una spedizione da Orenburg a Khiva. Gli intrighi di Kaufman a Kabul provocarono la seconda guerra anglo-afghana (1878-1880). Durante la seconda battaglia di Geok Tepe, il colonnello Charles Stewart si trovava sul versante sud delle montagne per una missione il cui scopo non è mai stato chiarito.
Sul versante cinese delle montagne, una linea di passi corrispondenti alla Strada del Karakorum forniva una via commerciale e di pellegrinaggio dal bacino del Tarim all'India. Non era chiaro se questa potesse essere utilizzata da un esercito. Presso la corte di Yakub Beg erano attivi sia agenti russi sia agenti britannici. Alcuni pundit (esploratori indiani al servizio dei britannici) mapparono l'area intorno al Pamir. L'espansione russa nel Pamir spinse i britannici ad avanzare verso nord e a ottenere il controllo di località come la valle dello Hunza e il Chitral.
Il Grande Gioco si concluse con la demarcazione del confine settentrionale afghano nel 1886, con la creazione dl Corridoio del Wakhan nel 1893 e con l'intesa anglo-russa del 1907.

Mappa etnica dell'Asia centrale
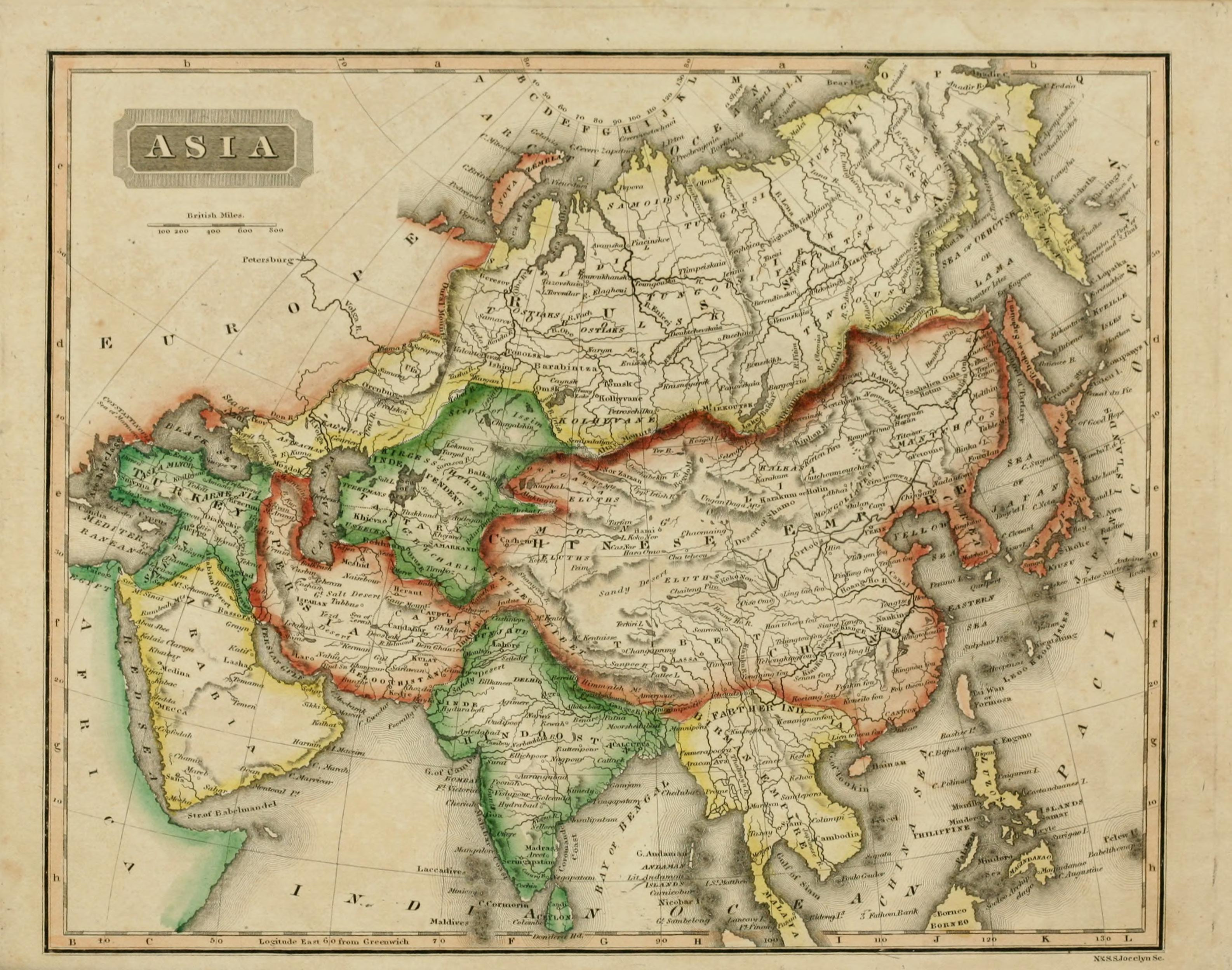
Carta dell'Asia di Sidney Edwards Morse (1825). L'Asia centrale (in verde) è indicata come indipendente dalla Russia
Mappa dell'Asia centrale russa nel 1900
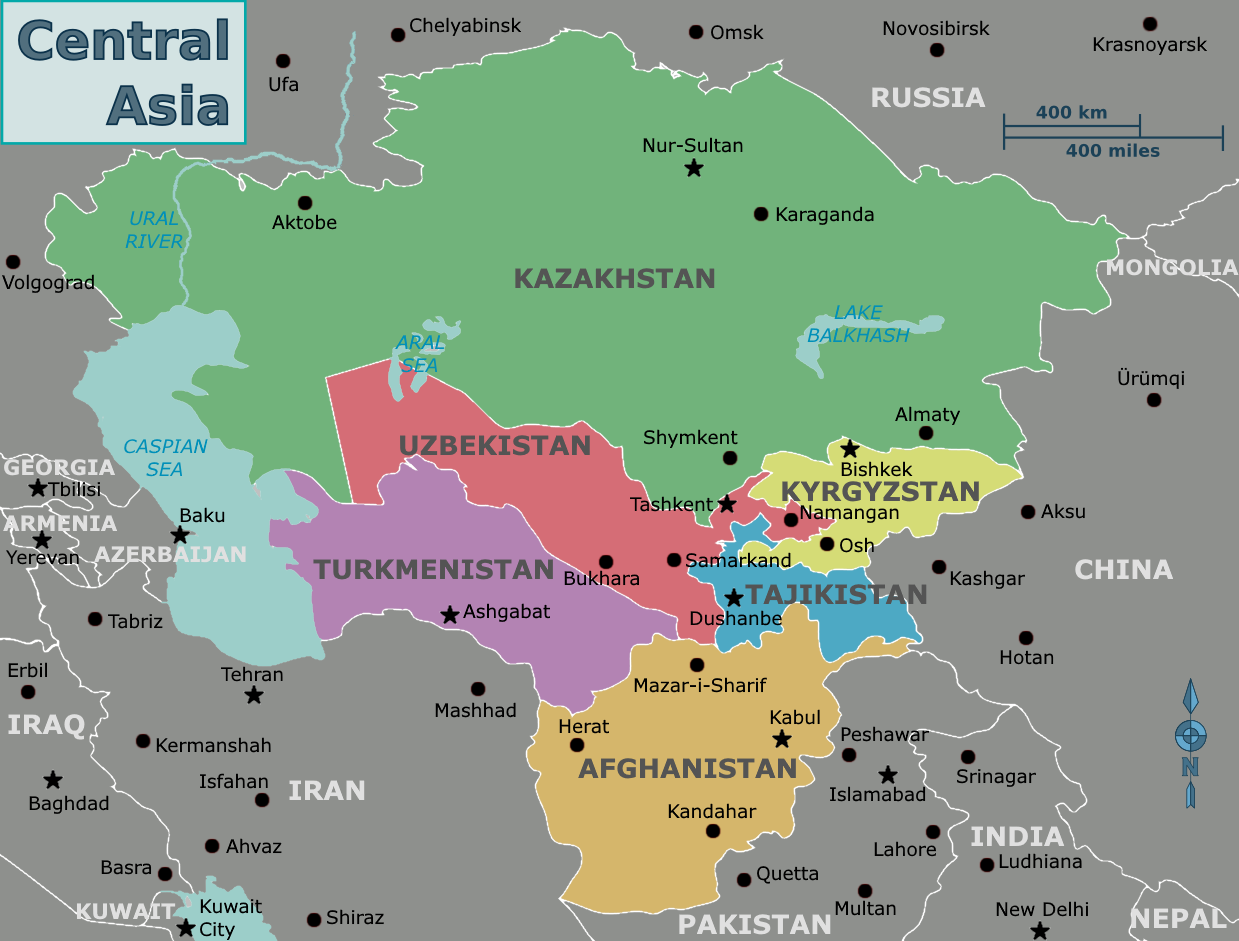
Mappa dell'attuale Asia Centrale